# Боронина, Раиса Степановна
Раиса Степановна Боронина (12 октября 1922, с. Боголюбово, Петропавловский уезд, Акмолинская губерния, Киргизская АССР, РСФСР, СССР — 5 февраля 2013, Балкашино, Сандыктауский район, Акмолинская область, Казахстан) — заведующая гинекологическим отделением районной больницы Целиноградской области, Герой Социалистического Труда (1971). Депутат Верховного Совета Казахской ССР. Член КПСС с 1955 года.

## Биография
Родилась 12 октября 1922 года в селе Боголюбово Петропавловского уезда Акмолинской губернии Киргизской АССР (ныне — Кызылжарский район, Северо-Казахстанской области, Казахстан).
После окончания средней школы поступила в Алма-Атинский медицинский институт, окончила его в 1946 году.
Затем работала в районной больнице села Балкашино Целиноградской области. Позднее была назначена заведующей гинекологическим отделением этой больницы. В своей врачебной деятельности внедряла передовые методы в диагностике и профилактике заболеваний.
Указом Президиума Верховного Совета СССР от 20 июля 1971 года «за большие заслуги в развитии советского здравоохранения и медицинской науки» удостоена звания Героя Социалистического Труда с вручением ордена Ленина и золотой медали Серп и Молот.
Трижды избиралась депутатом Верховного Совета Казахской ССР.
Скончалась 5 февраля 2013 года. Похоронена в селе Балкашино.

## Награды
- Орден Трудового Красного Знамени
- Герой Социалистического Труда (1971)
- Орден Ленина (1971)